# Francesco Pentini
Francesco Pentini (Roma, 11 de dezembro de 1797 - Roma, 17 de dezembro de 1869) foi um cardeal italiano do século XIX.

## Biografia
Nasceu em Roma em 11 de dezembro de 1797. Filho de Ulisse Pentini (ca.1770-1820), marquês de Cottanello (1820), cônsul da Suécia em Roma, e Maria Santini. Neto, por parte de mãe, do representante da Imperatriz Catarina II da Rússia junto ao Papa Pio VI, Gaspare Santini.
Seu pai o enviou para a Suécia em 1811 para evitar ser enviado para uma escola militar francesa, como fizeram com os filhos da nobreza. Já na Suécia, alistou-se no exército sueco. Mais tarde, estudou no Seminario Romano, Roma; e no Collegio Romano, Roma.
Tenente da guarda do rei Carlos XIII da Suécia, 1813. Membro da escolta de honra de Pio VII em seu retorno de Paris a Roma em 1814, após a queda do imperador Napoleão I da França. Entrou na carreira eclesiástica.
Ordenado (nenhuma informação encontrada). De 1814-1820, substituto do Privy Chamberlainparticipation Capaccini ; e mais tarde, participation de camareiro privado . Prelado doméstico. Cônego coadjutor do Cônego Devoti na basílica patriarcal da Libéria, 1816. Ablegato apostolico, 1816, para levar o barrete vermelho ao novo cardeal Francisco Antonio Javier de Gardoqui Arriquíbar. Referendário dos Tribunais da Assinatura Apostólica da Justiça e da Graça, 30 de novembro de 1820. Cônego do capítulo da basílica patriarcal liberiana, 30 de novembro de 1820. Relator da SC do Bom Governo, 1820-1822. Segundo assessor do tribunal criminal da Câmara Apostólica, 1823-1828. Prelado adjunto da SC do Conselho Tridentino, 1825-1846. Auditor do Tribunal da Assinatura Apostólica de Justiça, 1828-1830. Tenente do tribunal civil da Câmara Apostólica, 1830-1835. Clérigo da Câmara Apostólica, 12 de junho de 1837-1863; seu reitor, 1847-1863. Presidente dos Arquivos. Presidente das Águas e Caminhos, 1847. Vice-presidente do Conselho de Estado, 14 de janeiro de 1848. Ministro do Interior, 22 de fevereiro de 1848. Presidente da Comissão de revisão, 1850; renunciou e retirou-se para a vida privada.
Criado cardeal diácono no consistório de 16 de março de 1863; recebeu chapéu vermelho e a diaconia de S. Maria em Portico Campitelli, 19 de março de 1863.
Morreu em Roma em 17 de dezembro de 1869. Exposto na igreja de S. Maria in Portico Campitelli, onde se realizou o funeral com a participação do Papa Pio IX; e sepultado naquela mesma igreja.